# Friedrich Prinz (Ingenieur)
Friedrich Prinz (* 1950 in Wien, Österreich) ist ein österreichischer Ingenieur sowie Träger der Wilhelm-Exner-Medaille.

## Wirken
Friedrich Prinz entwickelte die Mold Shape Deposition, welche unter anderem zur Erforschung der Mikrorobotik im Anwendungsbereich der Energietechnik bis zur Luft- und Raumfahrttechnik dient.

## Auszeichnungen
- 2018: Silbernes Komturkreuz des Ehrenzeichens für Verdienste um das Bundesland Niederösterreich[2]
- 2012: Wilhelm-Exner-Medaille[1]
- 2005: The AM Strickland Prize for Best Paper (The Institution of Mechanical Engineers, London)[3]
- 1991/1992: Engineer-of-the-Year, American Society of Mechanical Engineers[3]

## Publikationen
- mit Ralph S. Greco, R. Lane Smith: Nanoscale Technology in Biological Systems. CRC, Boca Raton 2005, ISBN 978-0-203-50022-4.
- mit Ryan O’Hayre, Suk-Won Cha, Whitney Colella: Fuel Cell Fundamentals. Wiley, New York 2006, ISBN 978-1-119-11420-8.